# Xavier Bertrand
Xavier Bertrand (Châlons-en-Champagne, 21 de marzo de 1965) es un político francés actualmente presidente del consejo regional de Alta Francia desde las elecciones regionales de 2015.
Al principio de su carrera, Bertrand fue ministro de Salud de 2005 a 2007 en el gobierno de Dominique de Villepin bajo el presidente Jacques Chirac. Luego se desempeñó como ministro de Trabajo, Asuntos Sociales y Solidaridad, de 2007 a 2009, y como ministro de Trabajo, Empleo y Salud de 2010 a 2012. También trabajó en la campaña presidencial de Nicolas Sarkozy en 2007. Fue miembro de la Unión por un Movimiento Popular, luego llamada Los Republicanos, hasta el 11 de diciembre de 2017, cuando anunció que abandonaría el partido después de que Laurent Wauquiez fue elegido líder del partido.
En 2021 decidió ser candidato a las elecciones presidenciales de 2022; al principio se negó a someterse a un proceso primario. Pero finalmente aceptó postularse al congreso de los Republicanos, el 11 de octubre de 2021.

## Biografía
Nació el 21 de marzo de 1965 en la comuna de Châlons-en-Champagne. Estudió en la Universidad de Reims Champagne-Ardenne, donde obtuvo una maestría en derecho público. Inicio su vida profesional como agente de seguros.
A la edad de dieciséis años, Bertrand se ofreció como voluntario para la Agrupación por la República.

## Carrera política
Fue elegido miembro de la Asamblea Nacional el 16 de junio de 2002 para la 18.ª legislatura (2002-2007), en representación de la segunda circunscripción del departamento de Aisne.
Tras las elecciones legislativas de 2012, Bertrand anunció su candidatura para el cargo de presidente del grupo parlamentario Unión por un Movimiento Popular, pero no logró ser elegido.
En las elecciones regionales de 2015 venció a Marine Le Pen y se convirtió en presidente del Consejo Regional de Hauts-de-France.
En las elecciones regionales de 2021 fue reelegido presidente del Consejo Regional de Hauts-de-France.

## Posiciones políticas
En 2014, Xavier Bertrand abogó por una "reescritura" o "derogación" de la ley que abre el matrimonio a las parejas del mismo sexo, declarando : "No puedo resignarme a ver las reglas de la filiación trastocadas hasta este punto. Estoy en contra de la adopción por parte de parejas homosexuales, del GPA (reproducción asistida) y por supuesto del GPA (vientre de alquiler). Reiteró su oposición al matrimonio entre personas del mismo sexo en 2017.
De cara a las elecciones presidenciales de 2022, defiende posiciones económicas liberales. Según la revista Marianne, pretende posicionarse a la derecha de Emmanuel Macron. En particular, le gustaría reducir los impuestos sobre sociedades a la mitad, pues considera que las medidas adoptadas por el Gobierno en este sentido son insuficientes. Este proyecto, que supondría una pérdida de 33.000 millones de euros para el Estado, se compensaría "en particular con un esfuerzo en el gasto público"; prevé un aplazamiento de la edad de jubilación de dos años y una reforma del sistema de seguro de desempleo que se traduciría en un endurecimiento de las condiciones de indemnización de los parados.
Muestra una posición firme en materia de seguridad, abogando por la reducción de la edad penal a 15 años, el restablecimiento de las penas mínimas y el aumento del periodo de seguridad a 50 años para el terrorismo.